# Lysimachia reflexiloba
Lysimachia reflexiloba är en viveväxtart som beskrevs av Hand.-mazz. Lysimachia reflexiloba ingår i släktet lysingar, och familjen viveväxter. Inga underarter finns listade i Catalogue of Life.